# Europese kampioenschappen schaatsen afstanden 2024 - Ploegenachtervolging mannen
De ploegenachtervolging mannen op de Europese kampioenschappen schaatsen 2024 werd verreden op vrijdag 5 januari 2024 in ijsstadion Thialf in Heerenveen. Titelverdediger was de Nederlandse ploeg die dit keer derde werd achter de Noorse en Italiaanse ploeg. De noren haalden ruim twee tienden af van het USAmerikaanse wereldrecord. De Belgische ploeg lag op schema voor het brons, maar haalde de finish niet dankzij een val van Jason Suttels.

## Uitslag
| #      | Land      | Schaatsers                                            | Tijd       | Verschil |
| ------ | --------- | ----------------------------------------------------- | ---------- | -------- |
| Goud   | Noorwegen | Sander Eitrem Peder Kongshaug Sverre Lunde Pedersen   | 3:34.22 WR |          |
| Zilver | Italië    | Andrea Giovannini Davide Ghiotto Michele Malfatti     | 3:40.47    | +6.25    |
| Brons  | Nederland | Marcel Bosker Chris Huizinga Bart Hoolwerf            | 3:41.36    | +7.14    |
| 4      | Polen     | Marcin Bachanek Artur Janicki Szymon Palka            | 3:45.74    | +11.52   |
| 5      | Frankrijk | Timothy Loubineaud Mathieu Belloir Valentin Thiebault | 3:45.82    | +11.60   |
| -      | België    | Bart Swings Indra Médard Jason Suttels                | DNF        | DNF      |

## IJs- en klimaatcondities
|                  | Start   | Eind    |
| ---------------- | ------- | ------- |
| Tijd             | 19:51   | 20:06   |
| Luchttemperatuur | 17,8°C  | 17,8°C  |
| IJstemperatuur   | -11,3°C | -11,3°C |
| Luchtvochtigheid | 43,3 %  | 43,3 %  |